# 塞奇·佐尔坦
塞奇·佐尔坦（匈牙利語：Szécsi Zoltán，1977年12月22日—），匈牙利男子水球运动员。他曾代表匈牙利参加2000年、2004年、2008年和2012年夏季奥林匹克运动会水球比赛，共获得三枚金牌。